# Исаков, Евгений Иванович
Евге́ний Ива́нович Иса́ков (14 февраля 1937, Ульяновская область, РСФСР, СССР — 9 мая 2021) — советский и казахстанский певец, Народный артист Казахской ССР (1984; заслуженный артист с 1970).

## Биография
Окончил Московскую консерваторию (1964). С 1964 года — солист Казахского государственного театра оперы и балета. Лучшие партии: Борис («Борис Годунов» М. П. Мусоргского), Филипп II («Дон Карлос» Дж. Верди), Мефистофель («Фауст» Ш.Гуно), Рене («Иоланта» П. И. Чайковского), Кончак, Галицкий («Князь Игорь» А. П. Бородина), Базилио («Севильский цирюльник» Дж. Россини), Нокс («Мария Стюарт» С. М. Слонимского), Мельник («Русалка» А. С. Даргомыжского). С 1965 года ведёт педагогическую работу в Казахской национальной консерватории. Лауреат Международного конкурса им. Р. Шумана (г. Цвиккау, Германия, 1963).

## Семья
Жена Аида Петровна Исакова — композитор, педагог, пианистка. Дочь — Петрова (Исакова), Галина Евгеньевна — пианистка.